# Eupatorium arakianum
Eupatorium arakianum là một loài thực vật có hoa trong họ Cúc. Loài này được Murata & H.Koyama mô tả khoa học đầu tiên năm 1982.